# Бадешти (Горж)
Бадешти (рум. Bădești) насеље је у Румунији у округу Горж у општини Бранешти. Oпштина се налази на надморској висини од 199 m.

## Становништво
Према подацима из 2002. године у насељу је живело 156 становника, од којих су сви румунске националности.